# Disganglionosi
Le disganglionosi sono malattie accomunate dalla presenza di alterazioni congenite della innervazione intestinale che portano a dilatazione del colon o megacolon. Si riconoscono tre condizioni principali:
- Malattia di Hirschsprung
- Ipoganglionosi del colon
- Displasia neuronale intestinale

## Malattia di Hirschsprung
La malattia di Hirschsprung (HSCR) è una malattia congenita caratterizzata da una alterazione del sistema nervoso enterico del retto con estensione prossimale di lunghezza variabile. L'intestino affetto risulta agangliare e caratterizzato da un incremento di fibre colinergiche acetilcolinesterasi (AChE) positive in tutta la parete del segmento affetto; le fibre nervose sono organizzate in grossolani tronchi nell'interstizio della tonaca muscolare.
La sua frequenza è stimata di circa 1:5000 nati vivi. Il dato di 1: 5000 nati vivi sottintende che la malattia non può considerarsi estremamente rara, anzi sicuramente è sottostimata perché la diagnosi specie nel neonato è difficile. Recentemente uno studio giapponese su campione nazionale molto ampio ha individuato l'incidenza della malattia di Hirschsprung in 1 ogni 5 343 nati vivi. I maschi sono affetti significativamente più delle femmine con un rapporto maschi: femmine di 4 a 1.
Il quadro clinico varia da occlusione precoce, enterocolite (quadro paradosso), a stipsi grave che può evolvere nel corso della vita in quadri sub-occlusivi fino al megacolon tossico e alla morte. Il quadro clinico della malattia è caratterizzata da mancata, ritardata o parziale emissione del meconio (prima evacuazione del neonato), che normalmente dovrebbe avvenire nelle prime 24 ore di vita, mentre assolutamente tipica è la costipazione ostinatissima, con impossibilità di evacuare spontaneamente e conseguentemente l'occlusione intestinale.
Secondo la classificazione di Bettex del 1986 si distingue una HSCR ultracorta (ultimi centimetri di retto), una HSCR corta (rettale), una HSCR classica (aganglia retto-sigmoidea o confinata alla flessura splenica), e una HSCR ultralunga (ad esempio del retto e di tutto il colon ).

## Ipoganglionosi del colon
L'ipoganglionosi è una affezione congenita del sistema nervoso enterico caratterizzata da una carenza grave del patrimonio dei neuroni: questi non sono assenti ma scarsissimi e non in grado di garantire le funzioni motorie intestinali con un quadro clinico sovrapponibile a quello della malattia di Hirschsprung.
L'anatomia patologica della ipoganglionosi è anch'essa caratterizzata da un discreto incremento di fibre colinergiche acetilcolinesterasi positive e dal rilievo nel tratto resecato di gangli molto piccoli, quindi non adeguati a regolare la funzione motoria.
Questo tipo di megacolon congenito è anch'esso esposto alle stesse complicanze tra cui l'occlusione intestinale grave e il possibile decesso. Oltre che presentarsi con occlusione o pseudo-ostruzione intestinale, l'ipoganglionosi può manifestarsi con enterocolite.

## Displasia neuronale intestinale
La displasia neuronale intestinale (IND), descritta dal patologo svizzero Meier-Ruge, è la forma più complessa di alterazione del sistema nervoso enterico intramurale. Non è caratterizzata da aganglionosi, bensì da iperganglionosi, ovvero dalla presenza di gangli molto grandi, non organizzati in un plesso normale e comunque non funzionanti. È una forma molto grave di alterazione congenita che porta facilmente ad occlusione intestinale e quindi a rischio di morbilità e mortalità elevata, soprattutto nel caso di forme estese. La displasia neuronale intestinale di tipo B si manifesta tipicamente con enterocolite grave. Può associarsi all'aganglia nello stesso paziente, ovvero il segmento distale in tal caso risulta agangliare mentre il prossimale ipergangliare per displasia.